# Esterasen
Esterasen sind Enzyme in allen Lebewesen, die in der Lage sind, Ester hydrolytisch in einen Alkohol und eine Säure aufzuspalten (Verseifung). Es handelt sich somit um Hydrolasen. Fettspaltende Esterasen nennt man Lipasen. Phosphatspaltende Esterasen heißen Phosphatasen. Die Spaltung von Nukleinsäuren wird von Nukleasen bewerkstelligt.
Esterasen im engeren Sinn (Carboxyesterasen) finden in der Biokatalyse als Biokatalysator Anwendung. Esterasen kommen unter anderem in der menschlichen Leber vor. Industriell von Bedeutung ist zum Beispiel die Schweineleberesterase (PLE).